# Louis Gassier
Louis Gassier (30 de abril de 1820-18 de diciembre de 1871) fue un barítono de ópera francés.

## Biografía
Nacido en Saint-Maximin-la-Sainte-Baume (departamento de Var), Gassier se casó con la cantante española Josefa Gassier. Fue contratado con su esposa en 1855 en el teatro Drury Lane en Londres, donde actuaron en La sonámbula y en El trovador.
Gassier murió en La Habana el 18 de diciembre de 1871.